# 1549 en philosophie
Chronologie de la philosophie
- 1545
- 1546
- 1547
- 1548
- 1549
- 1550
- 1551
- 1552
- 1553

L’année 1549 a été marquée, en philosophie, par les événements suivants :

## Naissances
- Nicolò Vito di Gozze, en latin Nicolaus Vitus Gozius, en croate Nicolas Gučetić ou Vitov Nikola Gučetić, né en 1549 et mort en 1610 à Raguse, est un homme politique de Raguse. Philosophe et écrivain de langue italienne et latine, il fut l'un des premiers scientifiques à s'intéresser à la spéléologie. Son œuvre et conservée dans les archives du Vatican, et à Pesaro.